# Keokuk Junction Railway
Die Keokuk Junction Railway (AAR-reporting mark: KJRY) ist eine amerikanische Shortline-Eisenbahngesellschaft in Illinois. Sie gehört zum Bahnkonzern Pioneer Railcorp.

## Geschichte
Mit der Verabschiedung des Staggers Rail Act 1980 wurden die weitgehenden Regulierungen im Schienenverkehr der Vereinigten Staaten aufgehoben. Der Bahnangestellte John Warfield nutzte die Möglichkeiten und erwarb aus dem Vermögen der in Konkurs gegangenen Chicago, Rock Island & Pacific Railroad Bahnanlagen von sieben Kilometer in Keokuk (Iowa). Das als KNRECO Inc. (Keokuk North Real Estate Company) firmierende Unternehmen begann am 1. September 1981 unter der Bezeichnung Keokuk Junction Railway den Betrieb. Die Gesellschaft führte vor allem Rangierdienstleistungen für mehrere Industriebetriebe in Keokuk durch.
Im gleichen Jahr erwarb die KNRECO die Aktien der Keokuk Union Depot Company. Der Bahnhof diente als Station für von der Gesellschaft durchgeführte Ausflugsfahrten. Außerdem erwarb das Unternehmen einen früheren Salonwagen der Wabash Railroad und nutzte ihn unter der Bezeichnung Chief Keokuck.
Am 24. Dezember 1986 erwarb das Unternehmen von der Atchison, Topeka & Santa Fe Railway die frühere 54 Kilometer lange Strecke von Keokuk nach Warsaw and La Harpe. 
Zum 10. April 1996 erwarb der Shortline-Konzern Pioneer Railcorp die Bahngesellschaft. In der Folgezeit wurde das Streckennetz erweitert. Im Dezember 2001 wurde der 19,5 Kilometer lange Streckenabschnitt von La Harpe nach Lomax sowie Streckenbenutzungsrechte über die Gleise der BNSF bis nach Fort Madison erworben. Im Februar 2005 folgte die 122 Kilometer lange frühere Strecke der Toledo, Peoria and Western Railroad von La Harpe nach Peoria.
2011 wurde das Keokuk Union Depot für 99 Jahre an die Stadt Keokuk zum jährlichen Pachtpreis von 1 $ verpachtet. Die Keokuk Union Depot Company besteht weiterhin auf dem Papier als Tochterunternehmen der Pioneer Railcorp.

## Fahrzeuge

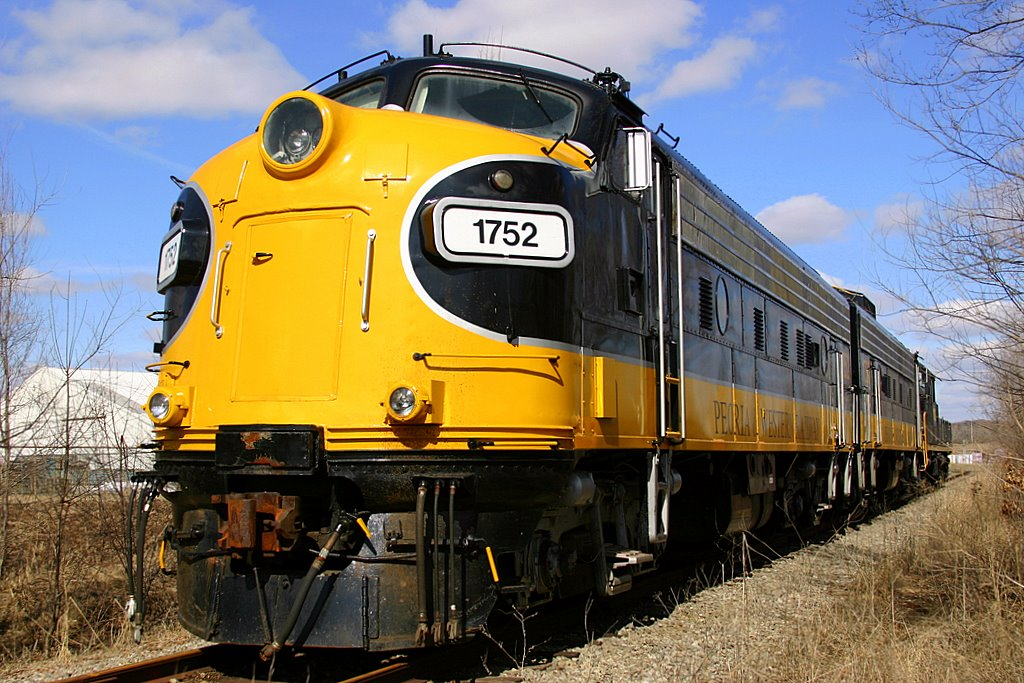
Lokomotive der KJRY vom Typ EMD FP9

1996 verfügte die KJRY über fünf Lokomotiven. Heute werden der Gesellschaft je nach Notwendigkeit Fahrzeuge aus dem Lokomotivpool der Pioneer Railcorp zugewiesen.

## Streckennetz
Die Gesellschaft betreibt eine 183 Kilometer lange Bahnstrecke zwischen Peoria (Illinois) und Keokuk (Iowa) sowie eine 19 Kilometer lange Strecke von La Harpe nach Lomax. Außerdem verfügt die Bahngesellschaft über Streckennutzungsrechte auf 25 Kilometer Länge zwischen Lomax und Ft. Madison (Iowa).
In Keokuk besteht der Übergang zur BNSF Railway und in Fort Madison zur Union Pacific Railroad. In Peoria bestehen Übergänge zu verschiedenen Bahngesellschaften.